# Courtney Hodges
Courtney Hicks Hodges (Perry, 5 gennaio 1887 – San Antonio, 16 gennaio 1966) è stato un generale statunitense noto soprattutto per il suo ruolo nella seconda guerra mondiale, quando comandò la 1ª armata statunitense nell'Europa nord-occidentale.

## Biografia

### Primi anni e avvio della carriera militare
Hodges nacque il 5 gennaio 1887 a Perry (Georgia), cittadina dove il padre stampava un quotidiano locale. Frequentò l'Accademia Militare degli Stati Uniti di West Point (New York) ma venne scartato dopo un anno per alcune insufficienze avute nella matematica. Nel 1906 entrò quindi come soldato semplice nell'esercito degli Stati Uniti, diventando ufficiale tre anni più tardi.
Servì con George Marshall nelle Filippine e con George Patton in Messico.

### Prima guerra mondiale e dopoguerra
Negli ultimi giorni della prima guerra mondiale si guadagnò al fronte una Distinguished Service Cross per aver condotto un attacco oltre la Marna. Finite le operazioni tornò negli USA e diventò istruttore a West Point.
Nel 1938 divenne Assistant Commandant della scuola di fanteria degli Stati Uniti d'America, salendo a Commandant nel 1941.

### Seconda guerra mondiale
Nel maggio 1941 venne promosso maggior generale e, tra i vari incarichi, ricoprì anche quello di capo di Stato Maggiore della fanteria fino a quando non venne assegnato al fronte, nei quadri del X corpo d'armata, nel 1942. Un anno dopo, mentre era a capo sia del X corpo che della 3ª armata, venne inviato nel Regno Unito alle dipendenze di Omar Bradley. Durante lo sbarco in Normandia era ancora un sottoposto di Bradley in qualità di Deputy Commander della 1ª armata, ma nell'agosto 1944 prese la guida della 1ª armata, mentre il generale Bradley venne promosso al comando del 12º gruppo di armate,
Le truppe di Hodges furono le prime ad entrare a Parigi, combatterono nella battaglia della Foresta di Hürtgen e nell'invernale offensiva delle Ardenne iniziata dai tedeschi, dove il generale venne messo in grave difficoltà dall'improvviso e inatteso attacco tedesco. Dopo aver superato, con l'aiuto dei rinforzi raggruppati dal generale Eisenhower, il momento critico, il generale Hodges riprese l'avanzata con la 1ª armata che fu la prima unità alleata ad attraversare il Reno a Remagen (8 marzo 1945) e ad incontrarsi con l'Armata Rossa a Torgau (25 aprile 1945). Hodges avanzò al grado di generale il 15 aprile 1945 diventando così il secondo ufficiale, dopo Walter Krueger, a coprire tale grado partendo da semplice soldato.
Nel maggio 1945, dopo la fine della guerra in Europa, Hodges e le sue truppe si prepararono per l'invasione del Giappone, ma lo sgancio delle bombe atomiche ad Hiroshima e Nagasaki rese il tutto superfluo. Hodges fu presente sia alla firma di resa tedesca che a quella nipponica.

### Dopoguerra
Dopo la seconda guerra mondiale Hodges continuò a dirigere la 1ª armata a Fort Jay (Governors Island) fino a quando non si ritirò nel marzo 1949.
Morì a San Antonio, Texas, nel 1966.